# Großer Generalstab

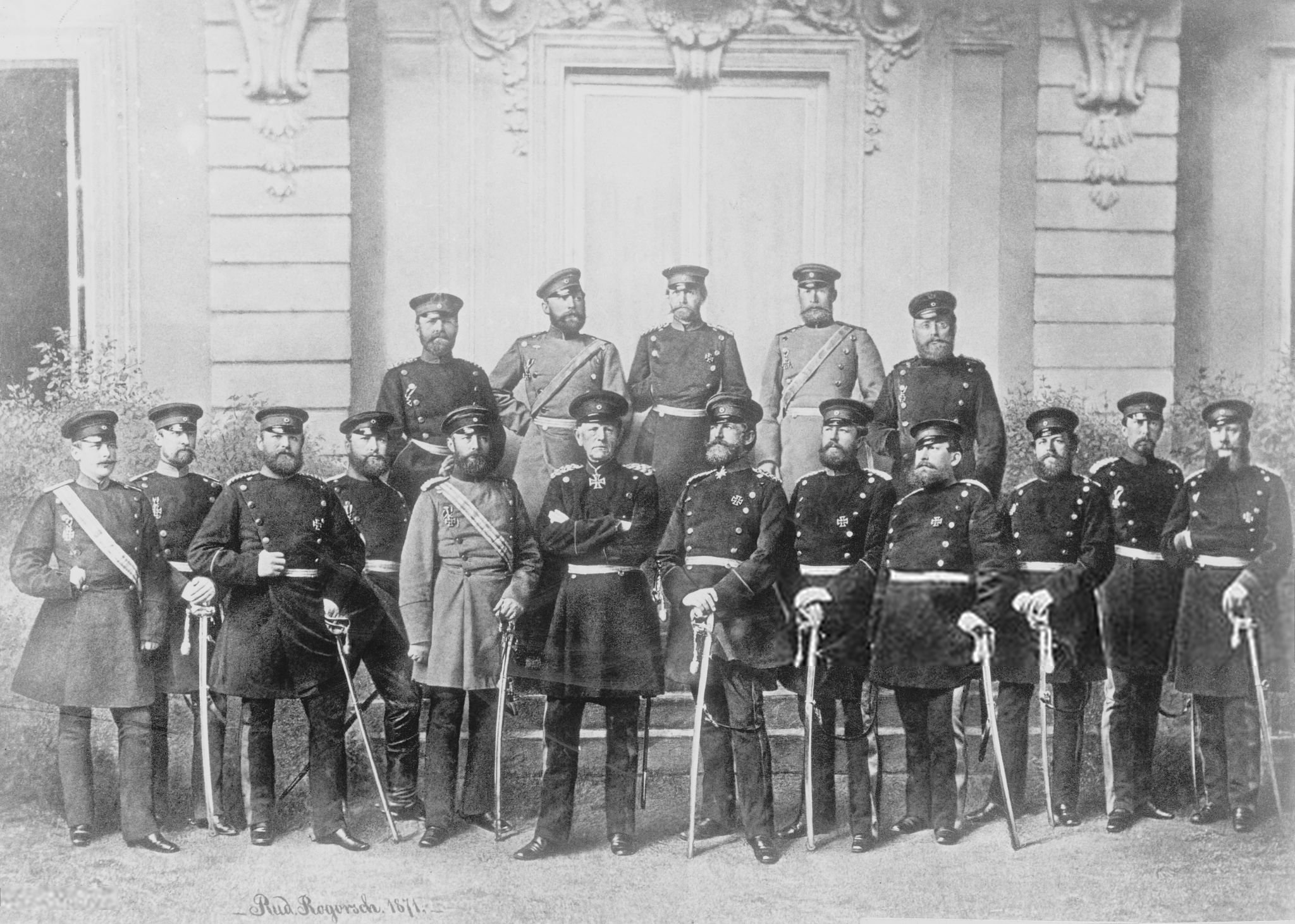
Der erste Große Generalstab (1870/71)

Der Große Generalstab war der Generalstab im Deutschen Kaiserreich, der mit der Planung und Führung von Kriegen beauftragt war. Im engeren Sinne war der Große Generalstab verantwortlich für die kontinuierliche Untersuchung und Ausarbeitung sowie Überprüfung der Pläne für die Mobilmachung und militärische Kampagnen. Sein Sitz war seit seiner Gründung 1871 das Generalstabsgebäude im damaligen Alsenviertel im Spreebogen in Berlin. Der Große Generalstab wurde mit der Bismarckschen Reichsverfassung am 1. Januar 1871 geschaffen. Im Ersten Weltkrieg war der Sitz des Großen Generalstabs im Großen Hauptquartier, das im Laufe des Krieges mehrmals verlegt wurde. Die Institution endete am 28. Juni 1919 mit dem Friedensvertrag von Versailles, in dem die Auflösung des Großen Generalstabs erzwungen wurde. Paul von Hindenburg resignierte am 3. Juli 1919, Wilhelm Groener am 15. Juli 1919.

## Entstehung des Generalstabs
Die Entwicklungsgeschichte dieses Generalstabes hat seinen Ursprung jedoch nicht in Preußen. So organisierte der Große Kurfürst seinen Generalquartiermeisterstab Ende des 17. Jahrhunderts nach dem Muster der damals hochangesehenen schwedischen Armee. Die Aufgabe des Stabes war es, den Ingenieursdienst der Armee zu betreuen, die Marschrouten zu überwachen und Lager und befestigte Stellungen auszuwählen. Zur selben Zeit entstanden ähnliche Einrichtungen in England unter Cromwell, in Österreich und anderen süddeutschen Staaten. Der moderne preußische Generalstab war kein Ergebnis der Reformphase von 1807 bis 1814. Im Kern entwickelten sich Vorläufer des Generalstabs bereits im 18. Jahrhundert, aber konkret schon 1803 durch Christian von Massenbach und Levin von Geusau. Unter Gerhard von Scharnhorst wurde der Generalstab dann ab 1808 als Zentralorgan im neu gegründeten Kriegsministerium mit den Generalstabsoffizieren bei den ebenfalls neu formierten Truppenbrigaden institutionell verschränkt. Damit wurde er zu einer Art Nervensystem der Truppe. Der preußische Generalstab hat sich in den Befreiungskriegen gegen Frankreich und in den Einigungskriegen hervorragend bewährt. Seine militärischen Planungen standen auf einer militärwissenschaftlichen Grundlage. Der Ausdruck generalstabsmäßig ist bis heute ein in der Umgangssprache verbreiteter Begriff für eine gründliche Planung, die nichts dem Zufall überlässt. In der Schlacht bei Königgrätz 1866 verstand es der damalige Generalstabschef Helmuth von Moltke, seine Generalstabsarbeit voll zur Wirkung zu bringen: Drei preußische Armeen rückten getrennt in Böhmen ein und trafen mit höchster Präzision erst auf dem Schlachtfeld zusammen, um das gegnerische Heer zu schlagen.

## Entstehung des Großen Generalstabs

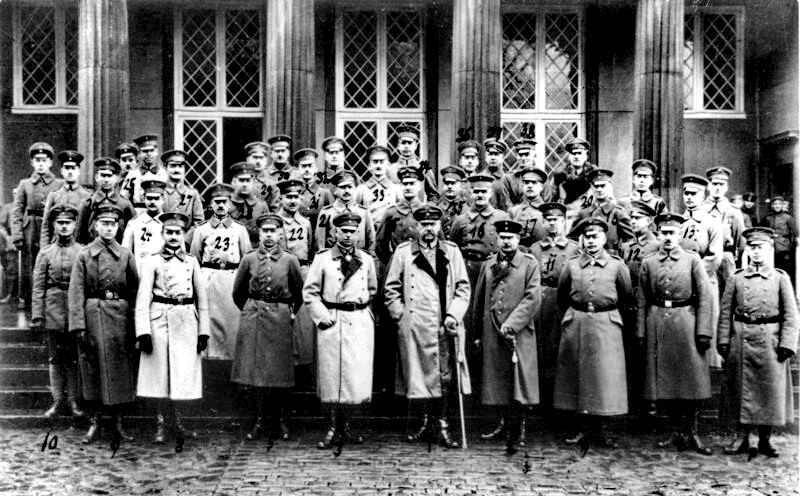
Letzter Großer Generalstab im Großen Hauptquartier in Schloss Wilhelmshöhe im November 1918

### Juristische Grundlage
Das Militär nahm im Deutschen Reich eine Sonderstellung ein. Das Reich hatte zwar die Gesetzgebungszuständigkeit für das Militärwesen und die Marine. Ein Reichskriegsministerium war aber nicht vorgesehen. Die Truppen der einzelnen Bundesstaaten unterstanden den jeweiligen Bundesfürsten, die allerdings durch Militärkonventionen in die preußische Armee eingegliedert waren. Zudem behielten die Königreiche Sachsen und Württemberg gewisse Eigenständigkeiten; das Königreich Bayern war nominell unabhängig. Es gab zwar einen preußischen Kriegsminister, dieser war aber nur für Verwaltungsangelegenheiten des Heeres zuständig. Den Oberbefehl über die preußische Armee hatte der König inne, der sich als Führungshilfe den Großen Generalstab zugeordnet hat. Der Chef des Großen Generalstabes hatte das Immediatrecht.
Mit Ausbruch des Ersten Weltkrieges wurde der Große Generalstab durch Erweiterung um Teile des bayerischen, sächsischen und württembergischen Generalstabes und weiterer Fachdienste zum Generalstab des Feldheeres umgegliedert und später in Oberste Heeresleitung (OHL) umbenannt, analog zu Preußen die Führungshilfe des „Obersten Kriegsherren“; faktisch ließ sich der Kaiser jedoch mehr und mehr die unmittelbare Befehlsgewalt durch den Chef der OHL und seinen Ersten Generalquartiermeister entwinden.

### Militärischer Auftrag
Der preußische „Generalstab der Armee“ führte mit zuversetzten Generalstabsoffizieren aus Württemberg und zukommandierten Generalstabsoffizieren aus Sachsen  und Bayern im „Großen Generalstab“ die militärische Planung im Reich durch. Der Generalstab wurde unterteilt in den zentralen, den „Großen Generalstab“ in Berlin und in die Truppengeneralstäbe bei den Korps-Kommandos bzw. Generalkommandos und die Generalstabsoffiziere bei den Divisionen. Der Chef des Großen Generalstabes nannte sich „Chef des Generalstabes“ und war gleichzeitig Fachvorgesetzter aller Generalstabsoffiziere. Schon in Preußen hatte der Generalstab seit Moltke eine besondere, auch politische Bedeutung. Er war äußerst einflussreich, da er seit 1883 zusammen mit den Kommandierenden Generalen und den Oberbefehlshabern Immediatrecht beim Kaiser als „Oberster Kriegsherr“ (Deutsches Reich) und „Chef der Armee“ (Preußen) und damit faktisch die Möglichkeit hatte, militärische Entscheidungen vorbei an Kanzler und Reichstag zu treffen. Das gilt als eine der Keimzellen der Katastrophe des Ersten Weltkrieges, da die militärische Planung damit nicht zwangsläufig einer politischen Kontrolle unterworfen war (siehe hierzu auch: Primat der Politik). So konnte sich der Schlieffenplan zum einzigen Kriegsplan und geradezu zum Dogma entwickeln, ohne dass maßgebliche Politiker des Reiches auch nur eingeweiht waren. Auch die Führung der Kaiserlichen Marine kannte diese Heeresplanung nicht.
Der „Große Generalstab“ untergliederte sich in mehrere Abteilungen.
Vom Marineamt unter Tirpitz war der Große Generalstab völlig getrennt, beide betrieben „ihre eigene Außen- und Verteidigungspolitik“.

### Gliederung
- Die 1. Abteilung befasste sich mit dem russischen Kaiserreich
- Die 2. Abteilung war die Aufmarschabteilung
- Die 3. Abteilung befasste sich mit Frankreich und dem Vereinigten Königreich (Abteilung III b war der militärische Nachrichtendienst[2])
- Die 4. Abteilung mit den Festungen dieser Staaten
- Die 5. Abteilung mit Italien und Österreich-Ungarn
- Die 6. Abteilung war die Manöverabteilung

### Chef des Großen Generalstabs
- Generalfeldmarschall Helmuth Graf von Moltke – 29. Oktober 1857 bis 10. August 1888; Moltke war der letzte preußische Generalstabschef und der erste Chef des Großen Generalstabes
- General der Kavallerie Alfred Graf von Waldersee – 10. August 1888 bis 7. Februar 1891
- General der Kavallerie Alfred Graf von Schlieffen – 7. Februar 1891 bis 1. Januar 1906
- Generaloberst Helmuth von Moltke d. J. – 1. Januar 1906 bis 14. September 1914
- General der Infanterie Erich von Falkenhayn – 14. September 1914 bis 29. August 1916

### Oberste Heeresleitung (OHL)
Nach der Demission Falkenhayns wurden nun Hindenburg und Ludendorff mit der Heeresführung beauftragt. Diese neue Führungsform benannte sich Oberste Heeresleitung. Juristisch stand Hindenburg vor, faktisch können die Jahre 1917 und 1918 als Militärdiktatur Ludendorffs gedeutet werden. Die Bezeichnung OHL wurde später, historisch nicht korrekt, auf die Heeresführung von Moltke und Falkenhayn übertragen. Der Begriff darf streng genommen auch nicht auf den Stab übertragen werden.
- Generalfeldmarschall Paul von Hindenburg – 29. August 1916 bis 3. Juli 1919
  - Erster Generalquartiermeister als Stellvertreter des Chefs:
    - General der Infanterie Erich Ludendorff – 29. August 1916 bis 26. Oktober 1918
    - Generalleutnant Wilhelm Groener – 30. Oktober 1918 bis 15. Juli 1919